# Élections législatives tanzaniennes de 2020
Les élections législatives tanzaniennes de 2020 ont lieu le 28 octobre 2020 afin de renouveler les membres de l'Assemblée nationale de la Tanzanie. Une élection présidentielle est organisée simultanément.

## Contexte
Le parti Chama cha Mapinduzi — Parti de la Révolution en swahili, abrégé en CCM — a remporté toutes les élections depuis l'instauration du multipartisme en 1992, que ce soit au niveau national ou à Zanzibar. L'opposition est principalement incarnée par le Parti pour la démocratie et le progrès (Chadema), en progrès notable depuis les années 2010. 
Les élections législatives d'octobre 2015 voient à nouveau la victoire du CCM qui, avec un peu plus de 55 % des voix, remporte une large majorité absolue de 252 sièges sur 376.

## Système électoral
L'Assemblée nationale est un parlement unicaméral doté de 376 sièges pourvus pour cinq ans, par le biais d'un système mixte. Sur ce total, 256 sièges sont pourvus au scrutin uninominal majoritaire à un tour dans autant de circonscriptions électorales, tandis que 110 sièges sont répartis au scrutin proportionnel plurinominal entre tous les partis ayant obtenu au moins un siège au scrutin majoritaire, sur la base du total de leurs voix au niveau national. Ces sièges proportionnels ont la particularité d'être réservés aux femmes : les différents partis constituant pour ce faire des listes composées uniquement de candidates. À ces membres directement élus s'ajoutent cinq autres choisis par les membres de la Chambre des représentants de la région autonome de Zanzibar en leur sein, et jusqu'à dix membres nommés par le président tanzanien. Enfin, un dernier membre ex officio s'ajoute à ce total, le procureur général étant membre de droit,.

## Résultats
|                           |                                                                          |                                          |                                          |                                          |                                          |        |               |  |  |  |  |  |  |  |
| Parti                     | Parti                                                                    | Voix                                     | %                                        | Sièges                                   | Sièges                                   | Sièges | Sièges        |  |  |  |  |  |  |  |
| Parti                     | Parti                                                                    | Voix                                     | %                                        | UM1                                      | FP                                       | Total  | +/-           |  |  |  |  |  |  |  |
|                           | Chama cha Mapinduzi (CCM)                                                |                                          |                                          | 256                                      | 94                                       | 350    | 90            |  |  |  |  |  |  |  |
|                           | Parti pour la démocratie et le progrès (CHADEMA)                         |                                          |                                          | 1                                        | 19                                       | 20     | 53            |  |  |  |  |  |  |  |
|                           | Alliance pour le changement et la transparence (ACT)                     |                                          |                                          | 5                                        | 0                                        | 5      | 4             |  |  |  |  |  |  |  |
|                           | Front civique uni (CUF)                                                  |                                          |                                          | 2                                        | 0                                        | 2      | 38            |  |  |  |  |  |  |  |
|                           | Convention nationale pour la construction et la réforme–Mageuzi (NCCR-M) |                                          |                                          | 0                                        | 0                                        | 0      | 1             |  |  |  |  |  |  |  |
|                           | Autres partis                                                            |                                          |                                          | 0                                        | 0                                        | 0      | en stagnation |  |  |  |  |  |  |  |
|                           | Membres nommés                                                           | Membres nommés                           | Membres nommés                           | Membres nommés                           | Membres nommés                           | 10     | en stagnation |  |  |  |  |  |  |  |
|                           | Membres élus par l'assemblée de Zanzibar                                 | Membres élus par l'assemblée de Zanzibar | Membres élus par l'assemblée de Zanzibar | Membres élus par l'assemblée de Zanzibar | Membres élus par l'assemblée de Zanzibar | 5      | en stagnation |  |  |  |  |  |  |  |
|                           | Membre ex officio                                                        | Membre ex officio                        | Membre ex officio                        | Membre ex officio                        | Membre ex officio                        | 1      | en stagnation |  |  |  |  |  |  |  |
|                           |                                                                          |                                          |                                          |                                          |                                          |        |               |  |  |  |  |  |  |  |
| Suffrages exprimés        |                                                                          |                                          |                                          |                                          |                                          |        |               |  |  |  |  |  |  |  |
| Votes blancs et invalides |                                                                          |                                          |                                          |                                          |                                          |        |               |  |  |  |  |  |  |  |
| Total                     | Total                                                                    |                                          | 100                                      | 264                                      | 113                                      | 393    | en stagnation |  |  |  |  |  |  |  |
| Abstentions               |                                                                          |                                          |                                          |                                          |                                          |        |               |  |  |  |  |  |  |  |
| Inscrits / participation  | Inscrits / participation                                                 | 29 754 699                               |                                          |                                          |                                          |        |               |  |  |  |  |  |  |  |